# Tebis CAD/CAM
Tebis (Technische Entwicklung Beratung und Individuelle Software) je CAD/CAM program dodávaný Tebis Technische Informationssysteme AG se sídlem v Martinsried poblíž Mnichov/Německo.
Tebis CAD/CAM je CAD/CAM, tedy software pro NC obrábění kovů, elektrojiskrové obrábění, Reverse Engineering a další…

## O programu
Software Tebis má modulární koncepci, která umožňuje sestavit řešení, které vyhovuje potřebám uživatele. Moduly můžeme rozdělit do čtyř oblastí – CAD (konstrukce), CAM (obrábění), dílenská řešení a CAQ (kvalita a měření). K dispozici je také propojení s MES systémem ProLeis (systém pro sledování a řízení výroby).
Nejčastěji se s Tebisem setkáme v automobilovém a leteckém průmyslu, uplatňuje se však také v energetice a ropném průmyslu, spotřebním průmyslu nebo zdravotnické technice.

### Moduly pro modelování
V oblasti konstrukce Tebis disponuje plošným modelářem, který obsahuje všechny potřebné funkce na tvorbu základních těles a volných ploch. Posíleny jsou funkce analýz, které umožní uživateli získat přehled nejen o rozměrech součásti nebo celé sestavy, ale také podrobné informace o kvalitě načtených ploch. Můžeme tak zjistit, zda neobsahují zdvojené plochy, smyčky na hranicích, otočené normály, mezery mezi plochami a podobně, protože mnoho z těchto neduhů může negativně ovlivnit výsledné obrábění. Modul pokročilého plošného modelování rozšiřuje základní funkce o vytváření úkosových ploch, tvorbu dělicí roviny, rozvin plochy, definice kompenzace odpružení komplexních součástí. Novinkou je vyplňování otvorů s komplexní hranicí. Tebis je schopen přímo pracovat s digitalizovanými daty ve formě polygonální sítě. K přípravě CAD geometrie pro prizmatické obrábění a vrtání slouží modul konstrukce Feature. Ten je schopen detekovat otvory a standardní kapsy z geometrie a přiřadit jim speciální konstrukčně-technologické prvky - Feature. Dalšími funkcemi je pak možné tyto Feature upravovat, jako například detekovat křížení pro hluboké vrtání. Zavedením variabilních Feature se tedy výrazně zjednodušila jejich správa a rozšířila flexibilita.
Velice zajímavou skupinou modulů je BREP modelování, které umožňuje rekonstrukci, optimalizaci, opravu nebo deformaci komplexních ploch. K vyhodnocování plošných modelů podle předem zvolených kritérií se používá modul Qualifier. Modul Healer pak slouží k automatickým, ale také interaktivním opravám plošných modelů. Pokud je potřeba zjednodušit model nebo zlepšit jeho celkovou kvalitu, pak lze použít modul Surfacer. Z digitalizovaných dat (sítí) je možné modulem Reverser rychle vytvořit kvalitní plošný model. Předností tohoto modulu je, že můžeme načíst stávající CAD model, na kterém provedeme úpravy pouze v oblastech, kde došlo ke změnám. Modul Optimizer je schopen modifikovat plochy a jejich napojení tak, aby vznikaly optimalizované a velmi kvalitní plochy Class A. Kompenzace odpružení na komplexních tvarových plochách je náročná činnost, která může zjednodušit a zrychlit modul deformace plošných modelů Morpher. Deformace automaticky probíhá na základě předem zvolených pravidel. Pro komunikaci s jinými CAD systémy se Tebis opírá jak o standardní datová rozhraní (DXF, IGES, PARASOLID, STEP, …), tak o přímá datová rozhraní (CATIA, Siemens NX, Creo, SolidWorks, Inventor, ...).

### Moduly pro obrábění
Oblast obrábění mnoho modulů jak pro frézování a vrtání, tak pro soustružení či laserové nebo drátové řezání. Základem veškerého obrábění je modul NC Base, který obsahuje technologické knihovny, jako jsou nástroje, stroje, postprocesory a technologické šablony NC Set. Dále obsahuje tvorbu polotovarů, vizualizace obrábění a kontroly kolizí celé sestavy nástroje. Nejdůležitějším prvkem tohoto modulu je však správce výrobního postupu, který shromažďuje veškeré informace k obrábění součásti a technologický postup výroby. Loni na podzim byl k modulu NC Base uveden doplněk vícenásobného upnutí, umožňující jednodušeji programovat díly upnuté na upínací věži či rastrové desce. Modul 2,5D frézování a vrtání dovoluje uživatelům pětistranně frézovat prizmatické díly a vrtat otvory různé komplexnosti. Součástí tohoto modulu je funkce hlubokého vrtání. K obrábění tvarových ploch slouží zejména moduly 3+2 osého frézování – hrubování, dokončování a zbytkového obrábění. Novinkou je doplněk 3+2 osého dokončování 3to5AX, který automaticky transformuje standardní tříosou dráhu na souvislou pětiosou. Výhodou tohoto doplňku je především vyšší kvalita obrobeného povrchu při nevýznamném prodloužení doby obrábění a snadné používání. Na tříosé obrábění navazuje komplexní pětiosé souvislé obrábění, ve kterém můžete využít různé druhy nástrojů. K bezpečnosti a spolehlivosti výroby přispívá modul Simulátoru, který je integrován do správce výrobního postupu. Co simulátor odlišuje od konkurenčních systémů je jeho schopnost plánovat ustavení obrobku na stole stroje a předem určit délku nástroje popřípadě jeho vytočení. Uvedené možnosti je možné provést ještě dříve, než se začne programovat. Na druhou stranu, kontrola kolizí se provádí na celém stroji, tzn. včetně všech pomocných pohybů jako je výměna nebo měření nástrojů. Kromě toho můžeme v simulátoru ovlivnit výšku přejezdů mezi jednotlivými NC programy, a to bez nutnosti přepočítat dráhu.
Uživatelé u obrábění oceňují vysokou kvalitu obrobeného povrchu díky výpočtům NC drah, které probíhají na CAD plochách nebo hybridních modelech, jednoduchost ovládání, rychlost výpočtu drah a rozsáhlé možnosti nastavení. Kombinací frézování a soustružení mohou vznikat složité díly, které se často používají v dopravní technice nebo energetice.
Výše uvedené oblasti vhodně doplňují dílenská řešení jako jsou různé varianty prohlížeče, Simulátor nebo dílenské terminály Front End.

## Historie
Počátky firmy Tebis sahají do roku 1984, kdy trojice zakladatelů vstoupila do podnikání s vizí vytvořit systém pro CAD modelování a NC programování. V této době bylo NC programování na 3D plochách ojedinělé, proto bylo jejich záměrem vyvinout techniku „jak z výkresů obsahující množství 3D řezů vypočítat 3D dráhu pro NC řízené obráběcí stroje“ a umožnit tak výrazně zrychlit výrobu prototypových modelů. Vznikla první verze softwaru Tebis, která z řezů digitalizovaných z výkresů, sloužících jako podklad pro výrobu, vytvořila křivky a následně i NC dráhy. V roce 1985 se tým zaměřil na počítače PC s operačním systémem DOS, pro který začali vyvíjet software umožňující importovat a vytvářet CAD plochy a následně vytvářet NC programy. Od roku 1988 začal Tebis používat revoluční techniku obrábění celých dílů, kde byly NC dráhy počítány přes více ploch. Jednalo se o nahrazení ploch polygonální trojúhelníkovou sítí, která byla výhodnější pro interní výpočty. Výhodou tohoto řešení bylo využití jakéhokoliv obráběcího nástroje a možnost obrobit plochy z obou stran – vytvořit jak pozitivní, tak i negativní stranu formy nebo lisovacího nástroje. Nedílnou součástí výpočtu bylo používání přídavků na obrábění a zahrnutí např. tloušťky plechu.
Na počátku 90 let byly vyvinuty další techniky NC obrábění, jako je např. hrubování, které umožnily využívat 3D geometrii nejen pro obrábění měkkých materiálů, ale také v té době tolik žádané oceli. Začala se totiž prudce rozvíjet výroba forem a lisovacích nástrojů, a tak se výroba modelů přesunula do oblastí jako tvorba kontrolních modelů či prototypů. Tebis rozeznal potřebu vysoce kvalitního povrchu obrobků, i v souvislosti s pomalu nastupujícím petiosým souvislým frézováním a HSC obráběním, a zaměřil se na výpočet NC drah z původních CAD ploch. Velká většina CAM systémů setrvávala (a setrvává) u techniky náhradního polygonálního tělesa, čímž umožnila Tebisu v druhé polovině 90 let dominovat. Na základě požadavků zákazníků Tebis vyvíjel další moduly, které zvyšovaly produktivitu a umožnily zavést bezpapírový proces strojírenské výroby. V novém století vývoj pokračoval vyvinutím modulů pro rychlou rekonstrukci ploch z digitalizovaných dat nebo kontroly kolizí celého stroje pomocí simulátoru. Ruku v ruce s tím pak přicházelo rozšiřování vlastností jádra systému, a to tak, aby bylo možné ukládat firemní znalosti do knihoven.
| Rok  | Milník firmy |
| ---- | --- |
| 1984 | Bernhard Rindfleisch a Jens Hagen založili a partnerskou společnosti (GbR) v Moosachu poblíž Mnichova v Německu. Cílem jejich společnosti bylo poskytovat poradenství, školení a programování. Společnost se brzy přeměnila na Tebis GmbH. |
| 1986 | Tebis Version 1.0 – S verzí 1.0 přináší Tebis na trh první 3D CAD systém založený na MS-DOSu na světě. Systém je řízen grafickým vstupním tabletem překrytým papírovým "uživatelským rozhraním" pro volání funkcí. |
| 1989 | Tebis uvádí na trh samostatný modul Tebis Automill® pro automatizované frézování. Díky tomu je Tebis první společností na světě, která nabízí CAD/CAM systém se schopností vícestranné frézování bez kolizí s kulovou frézou. Předchozí obvyklé skenování modelu kopírováním již není nutné. První zákazníci: Automobilový průmysl a výroba lisovacích nástrojů. Tebis verze 2.0 poskytuje uživatelům interaktivní nabídku na obrazovce. |
| 1990 | Tebis Version 2.1 – Pomocí verze 2.1 je možné frézovat na libovolném počtu povrchů. Ve své době to byla senzace. |
| 1991 | Tebis poskytuje komplexní CAD/CAM/CAQ software s integrací funkcí Automill® a zajištění kvality. Společnost byla přeměněna ze společnosti s ručením omezeným na společnost Tebis Technische Informationssysteme AG. |
| 1993 | Tebis Version 3.0 – Tebis rozšiřuje portfolio podporovaných operačních systémů o UNIX. |
| 1997 | Tebis Version 3.1 – Ve verzi 3.1 software Tebis vždy vypočítává dráhy nástroje na matematicky přesných CAD površích. To představuje hlavní přínos pro kvalitu povrchu a je to jedinečná vlastnost, která Tebis odlišuje dodnes. Zavedení topologie (= BREP model). |
| 2002 | Tebis Version 3.2 – Tebis se stěhuje do své samostatné kancelářské budovy v německém Martinsriedu. V software přináší na trh kompletně přepracované moduly pro modelování a konstrukci. |
| 2004 | Tebis Version 3.3 – V oblasti CAD jsou uvedeny nové moduly pro návrh elektrod, pro rychlé Reverzní inženýrství. V oblasti CAM je přepracována knihovna nástrojů, kontrola kolizí, technologii NCJob a NCSet. K dispozici jsou nové CAM moduly pro frézování tvarových kanálů, redesign 5osého souvislého frézování a software pro virtuální simulaci a kontrolu stroje.                                                                  |
| 2007 | Tebis uzavírá smlouvu o spolupráci se společností DCAM, která se specializuje na drátové řezání. Tebis AG drží od roku 2011 100 % akcií. |
| 2008 | Tebis Version 3.4 – Tato verze přináší mnoho nových funkcí a rozšíření do oblasti CAM. Zahrnuje to integraci dříve uvedených speciálních verzí Tebisu - Simulátoru a Konstrukce Elektrod, které byly paralelně vyvíjeny se standardní verzí V3.3, a také speciální verze pro 2,5D vrtání a frézování. |
| 2010 | Tebis Version 3.5 – Zavedení Job Managera, který je centrálním řídicím prvkem pro všechny kroky obrábění. Automatizované NC programování s variabilními NCSety a dalšími CAM funkcemi. Dochází k integraci speciální verze BREP. |
| 2011 | Zavedení modulu soustružení umožňuje kombinaci vrtání, soustružení a frézování procesů do kompletní obráběcí operace. |
| 2013 | Tebis se řadí mezi dodavatele komplexního portfolia služeb, které sahá od poradenství a softwaru až po implementaci a podporu. |
| 2015 | Tebis Version 4.0 – Verze 4.0 poskytuje nové uživatelské rozhraní speciálně vyvinuté pro CAD/CAM aplikace, produktovou strukturu orientovanou na průmysl a novou platformu pro NC automatizaci. |
| 2017 | Tebis získává software MES ProLeiS od dlouhodobého partnera ID GmbH. Výrobní systém ProLeiS (MES) lze použít k efektivnímu plánování, řízení a monitorování výrobních projektů od příjmu objednávky až po konečnou dodávku. |
| 2018 | Tebis Consulting získává ocenění "Best of Consulting 2018 - Mittelstand" pro střední firmy z časopisu "Wirtschaftswoche". Poradenství společnosti Tebis AG v oblasti výroby bylo již v roce 2017 oceněno oceněním "Top Consultant". |
| 2020 | Tebis Version 4.1 - Tebis rozšiřuje svou konstrukční technologii o parametrickou asociativní plošnou a objemovou konstrukci. |

## Současnost
Současná verze 4.1 pro MS Windows přišla na trh v roce 2020. Kromě úpravy modulové struktury přináší parametrické modelování v oblasti konstrukce.